# Sphaenorhynchus planicola
Sphaenorhynchus planicola é uma espécie de anfíbio da família Hylidae. Endêmica do Brasil, pode ser encontrada nos estados da Bahia, Espírito Santo e Rio de Janeiro.